# Танджипагоа (Луїзіана)
Танджипагоа (англ. Tangipahoa) — селище (англ. village) в США, в окрузі Танґіпаоа штату Луїзіана. Населення — 425 осіб (2020).

## Географія
Танджипагоа розташована за координатами 30°52′33″ пн. ш. 90°30′50″ зх. д. / 30.87583° пн. ш. 90.51389° зх. д. (30.875781, -90.513840).  За даними Бюро перепису населення США в 2010 році селище мало площу 2,60 км², уся площа — суходіл.

## Демографія
Згідно з переписом 2010 року, у селищі мешкало 748 осіб у 259 домогосподарствах у складі 168 родин. Густота населення становила 287 осіб/км².  Було 296 помешкань (114/км²).
Расовий склад населення:
| - 91,4 % — чорних або афроамериканців - 7,8 % — білих - 0,3 % — азіатів |

До двох чи більше рас належало 0,5 %. Частка іспаномовних становила 0,3 % від усіх жителів.
За віковим діапазоном населення розподілялося таким чином: 36,8 % — особи молодші 18 років, 56,5 % — особи у віці 18—64 років, 6,7 % — особи у віці 65 років та старші. Медіана віку мешканця становила 28,3 року. На 100 осіб жіночої статі у селищі припадало 87,0 чоловіків;  на 100 жінок у віці від 18 років та старших — 81,9 чоловіків також старших 18 років.
Середній дохід на одне домашнє господарство  становив 35 131 долар США (медіана — 25 368), а середній дохід на одну сім'ю — 41 620 доларів (медіана — 31 250). За межею бідності перебувало 43,7 % осіб, у тому числі 82,1 % дітей у віці до 18 років та 42,1 % осіб у віці 65 років та старших.
Цивільне працевлаштоване населення становило 217 осіб. Основні галузі зайнятості: освіта, охорона здоров'я та соціальна допомога — 42,9 %, роздрібна торгівля — 23,0 %, науковці, спеціалісти, менеджери — 9,2 %, виробництво — 5,5 %.